# Xiang Chong (Tres Regnes)
|  | Per altres persones amb el mateix nom i cognom, vegeu Xiang Chong. |

En aquest nom xinès, el cognom és Xiang.
Xiang Chong (mort el 240 EC) va ser un general militar de Shu Han durant el període dels Tres Regnes de la història xinesa. Serví notablement als emperadors de Shu Han Liu Bei i Liu Shan.

## Biografia[1]
Xiang Chong era fill del germà gran de Xiang Lang, un general de Liu Bei. A la derrota de Zigui, el batalló de Xiang Chong patí moltes menys baixes que qualsevol altre batalló en eixa batalla.
En el 223 (el primer any de Jianxing), es converteix en Duc de Duting (都亭侯, Dūtíng hóu). Recomanat a l'emperador Liu Shan, abans d'eixir-ne per a una expedició, per part de Zhuge Liang en el 227, ell va ser nomenat Superintendent del Centre (中部督, zhōngbù dū) i Comandant de la Guàrdia Imperial (典宿卫兵, diǎn sù wèibīng):
«El general Xiang Chong és generós i té una àmplia experiència en els afers militars i el difunt emperador el considerava ben capaç. El vostre servent el recomana doncs com a Superintendent (督, dū). Consulta i comprova doncs els assumptes de l'exèrcit, veient la dita harmonia entre les seves files, així com la satisfacció dels oficials i soldats per ocupar els seus llocs.»
En el 240 (3r any de Yanxi), va ser assassinat a una brutal campanya contra la regió Hanjia. El seu germà petit, Xiang Chong va ser promogut al rang de "Coronel que fa el més Mínim Soroll» (射声校, shè shēng xiào) i Secretari Imperial (尉尚书, wèi shàngshū).

## Anotacions i referències
1. ↑  Chén Shòu et Péi Sōngzhī, Registres dels Tres Regnes (三国志, Sānguózhì), Crònica de Shu, llibre 11
2. ↑  La crònica de històrica no dona el nom del seu pare. No sabem el zi o nom estilitzat de Xiang Chong ja que només es va presentar en els registres com "Chong, fill del germà gran de Xiang Lang.
3. ↑  Els caràcters són diferents: 宠 Chǒng el tercer lloc per al germà gran i 充 Chōng en primer lloc per al seu germà petit.